# Alligator (film)
Alligator è un film del 1980, diretto da Lewis Teague e incentrato sulla leggenda urbana che vuole le fogne di alcune metropoli americane infestate da alligatori.

## Trama
Durante uno spettacolo in una località turistica della Florida, un domatore di alligatori viene ferito alla gamba da uno di essi. Una coppia di turisti è in giro per questa località ed è proprio qui che la loro figlia Marisa acquista un piccolo di alligatore, che poi chiama Ràmon, da portare come souvenir a casa. Al ritorno verso Chicago però, i genitori scoprono la piccola creatura e dato che Bill, il padre della bambina, soffre di una fobia verso gli animali, lo prende per la coda, approfittando del fatto che la figlia non è in casa, e lo butta nel gabinetto tirando lo sciacquone.
Dodici anni dopo, Luke Gutchel, un negoziante di animali è intento a gettare delle cavie da laboratorio nel canale fognario. Una di queste bestiole, però, non cade in acqua, allora l'uomo scende per buttarvela dentro e viene sbranato da un alligatore di grandi dimensioni. Iniziano a venir fuori i primi casi di sparizione dinanzi alle condutture fognarie, e al detective David Madison viene affidato il caso. La storia risulta sempre più intricata: Madison non ha mai creduto alle leggende urbane ma ogni pista sembra portare alla presenza di un enorme rettile divoratore di uomini, e così al caso si unisce la zoologa Marisa Kendall, che presto diventerà sua fidanzata.
I giornalisti del luogo intanto si uniscono alle ricerche del dipartimento di polizia e tra tutti si distingue il reporter Thomas Kemp, che armato del solo coraggio e di una macchina fotografica riesce a trovare le prove necessarie a Madison per risolvere il caso, per poi essere sbranato dalla bestia. L'indagine passa sotto la giurisdizione di un altro corpo poliziesco guidato dal colonnello Brock. Il primo tentativo dei poliziotti è di far uscire l'animale con un'esca, ma l'alligatore non esce dalle fogne dalla parte in cui era aspettato, bensì alcuni isolati più lontano, dove sfonda la strada ed esce allo scoperto: dopo aver sbranato un poliziotto si eclissa.
In base alla descrizione dei testimoni e all'esame sulle orme ritrovate, si scopre che l'alligatore è lungo più di dieci metri. Madison indagando scopre che la colpa dell'impressionante crescita del rettile è dovuta a una casa farmaceutica che da anni scarica nelle fogne carcasse di animali usati come cavia per uno speciale farmaco che aumenta il livello di ormoni nel corpo e ne desume che l'alligatore deve essersi cibato di queste carcasse e averne così ricavato la sua gigantesca mole. Disgraziatamente Slade, il capo della casa farmaceutica, è grande amico del sindaco, il quale intercede presso Clark affinché tolga Madison dalle indagini.
Intanto durante una festa tra bambini, per gioco uno di loro viene gettato nella piscina, ma l'alligatore si era rintanato proprio in questa piscina e il ragazzino viene divorato. La città si trasforma in un campo di battaglia e Brock, mentre insegue coraggiosamente l'animale, viene smembrato e la polizia risulta essere impotente. Passano i minuti, e l'alligatore percorre la città in lungo e in largo attraverso le fognature, raggiungendo la festa di matrimonio della figlia di Slade, responsabile della sua crescita abnorme. Lì, il rettile compie un massacro, divorando il sindaco e numerosi invitati. Slade, nel tentativo di fuggire in auto, viene bloccato dall'alligatore, che distrugge il mezzo con dentro Slade, uccidendolo.
Mentre Madison e Kendall guardano lo scenario di morte portato dall'animale, al detective viene un'idea: usare le fogne come trappola stessa per l'alligatore inserendo un'ingente carica esplosiva mentre le attraversa. L'idea funziona: Madison entra nella tana del mostro e proprio quando collega le cariche al detonatore, viene raggiunto dall'alligatore e riesce a uscire in superficie per un soffio prima che la carica esploda, facendo saltare in aria la testa del rettile. Tutto sembra tornare alla normalità, fino a quando un altro cucciolo di alligatore viene gettato nelle fogne. Essendoci dentro ancora delle carcasse degli animali di laboratorio di Slade, la storia è destinata a ripetersi.

## Produzione
Il film si ispira alla leggenda metropolitana americana che vuole le fogne di New York popolate da alligatori.
Nel film appare, nella parte di una giornalista della NBC, l'attrice Sue Lyon alla sua ultima interpretazione.

## Distribuzione
Il film è stato distribuito nelle sale cinematografiche italiane nel mese di agosto del 1981.

### Data di uscita
Alcune date di uscita internazionali nel corso degli anni sono state:
- 2 luglio 1980 negli Stati Uniti d'America
- 30 giugno 1981 in Messico (Alligator: terror bajo la ciudad)
- 8 maggio 1981 in Germania Ovest (Der Horror-Alligator)
- 15 agosto 1981 in Italia[3]
- 16 giugno 1982 nel Francia (L'incroyable alligator)

## Accoglienza

### Critica
In una recensione apparsa sul quotidiano l'Unità, all'epoca dell'uscita del film nelle sale cinematografiche, viene espresso un giudizio tutto sommato positivo specificando che alla leggenda del coccodrillo nelle fogne: "il film preferisce alternare diligentemente terrore, azione, pennellata sociale, qualche problema psicologico dei personaggi e un buon pizzico di sentimento."

## Sequel
Un seguito prodotto nel 1991 esclusivamente per il mercato home video e intitolato Alligator II: The Mutation, rimasto inedito in Italia.